# Oxytruxalis ensis
Oxytruxalis ensis är en insektsart som först beskrevs av Burr 1899.  Oxytruxalis ensis ingår i släktet Oxytruxalis och familjen gräshoppor. Inga underarter finns listade i Catalogue of Life.